# Borís Vorontsov-Veliamínov
Borís Aleksàndrovitx Vorontsov-Veliamínov (Dnipró, 14 de febrer de 1904 - Moscou, 27 de gener de 1994) va ser un astrònom soviètic, membre corresponent de l'Acadèmia de Ciències Pedagògiques de l'URSS (des de 1947).

## Biografia
Nascut a Dniprò, de la família Vorontsov-Veliamínov.
Mentre estudiava en el segon Gimnàs Ekaterinoslav, va assistir a un cercle astronòmic organitzat per Aleksander Alenitx.
Es va graduar a la Facultat de Física i Matemàtiques de la Universitat de Moscou (1925). A partir de 1924, va treballar a l'Institut Astrofísic (el 1931, es va passar a anomenar Institut Astronòmic Sternberg). Entre 1941 i 1943 va estar a càrrec del Departament d'Astrofísica de l'Institut d'Astronomia i Física de l'Acadèmia de Ciències del Kazakhstan.
És autor d'obres sobre la història de l'astronomia a Rússia i la URSS. És l'autor de la monografia "Assaigs sobre la història de l'astronomia a Rússia". És l'autor de la biografia de Laplace, publicat a la sèrie de llibres "La vida de les persones notables" el 1937.
Va dirigir una gran activitat docent i de divulgació. Peru B. A. Vorontsova-Veliamínova posseïa un dels llibres de ciència popular més famosos sobre astronomia a l'URSS - "Assaigs sobre l'Univers", que havia publicat vuit edicions de 1950 a 1980. És autor d'una sèrie de llibres de text d'astronomia, inclòs un llibre de text d'astronomia per a escoles secundàries, que ha mantingut una gran quantitat de publicacions durant més de 30 anys a l'editorial Prosvesxenie.

## Activitats científiques
Les obres científiques estan dedicades a diversos temes d'astrofísica (estrelles no estacionàries, nebuloses, galàxies), així com la història de l'astronomia. El 1933 va proposar un mètode semiempíric original per determinar les distàncies a les nebuloses planetàries, un mètode per determinar les temperatures dels seus nuclis i desenvolupar una classificació de les formes visibles de les nebuloses planetàries. Va publicar diversos catàlegs d'aquestes nebuloses, així com un catàleg dels valors fotogràfics integrals dels cúmuls globulars de la galàxia. Independentment de Robert Julius Trumpler, va descobrir l'existència d'absorció de llum en l'espai interestel·lar. El 1946, va mostrar que les estrelles supergigants blanques i blaves, les estrelles de tipus Wolf-Rayet, els nuclis de les nebuloses planetàries, les noves i similars i les nanes blanques formen una seqüència contínua de "blanc-blau" en el diagrama de Hertzsprung-Russell.

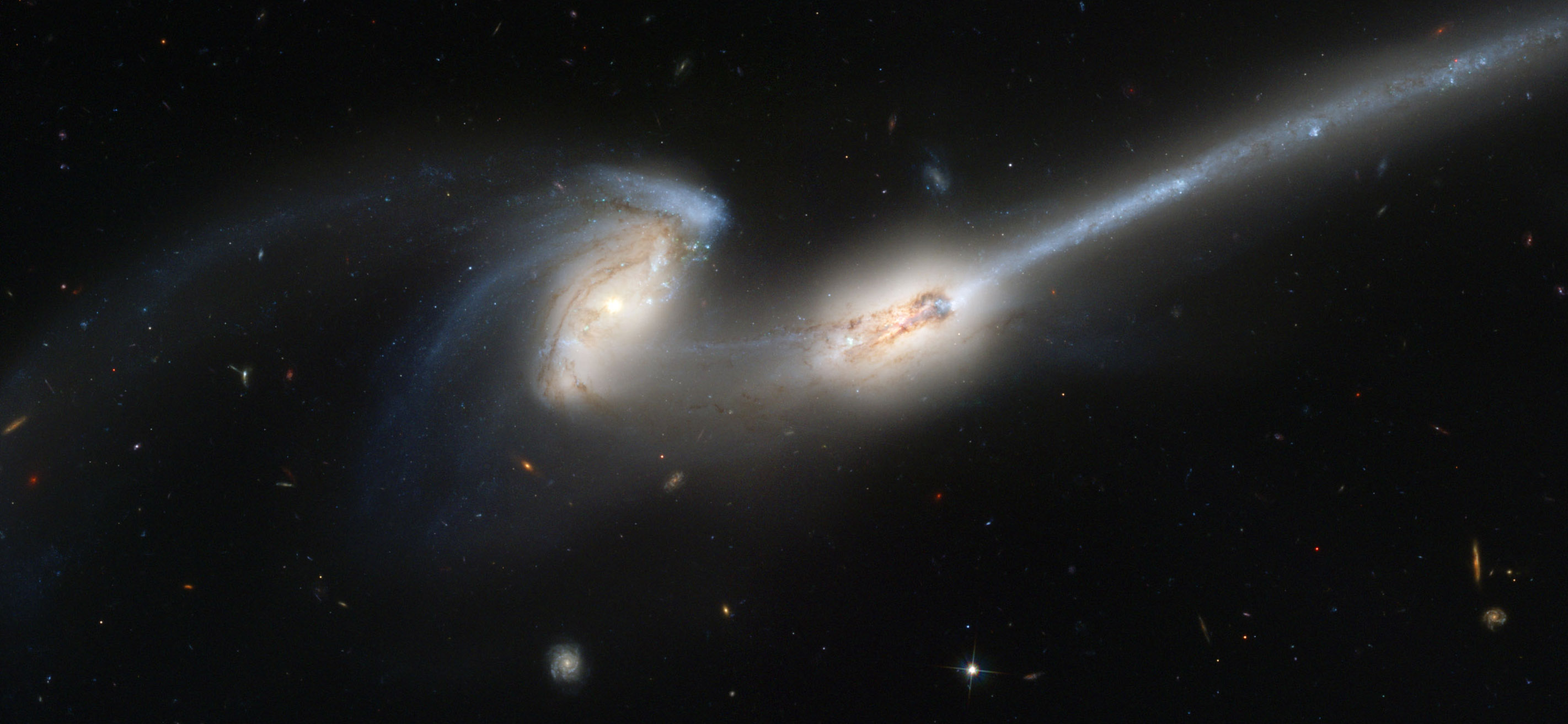
Galàxies interactives del ratolí (NGC 4676A i NGC 4676B. Foto del telescopi espacial Hubble.

El 1959 i el 1977 va publicar un Atles i Catàleg de Galàxies interactives de 355 on s'arrepleguen les galàxies interactives Vorontsov-Veliamínov. Va explicar la formació de fibres en els ponts de les galàxies pel moviment de gas al llarg de les línies de camp magnètic. Va descobrir moltes noves característiques morfològiques de les galàxies i va mostrar la insatisfactòria classificació de Hubble. El 1961, 1972, 1974, va publicar el catàleg morfològic de 30.000 galàxies. Va creure que la gravetat no és suficient per explicar la diversitat de formes de galàxies i és necessari l'atracció de forces desconegudes per a la física moderna.
El 1973 publica la monografia " Astronomia extragalàctica ".

## Premis i memòria
Se li va atorgar el premi. F. A. Bredikhin de l'Acadèmia de les Ciències de l'URSS i la medalla per al descobriment de nous objectes astronòmics. Científic honorífic de la RSFSR.
Un asteroide (2916) Voronveliya, descobert el 8 d'agost de 1978 a l'Observatori Astrofísic de Crimea de Nikolai Stepànovitx Txernikh, va ser anomenat en el seu honor el 8 de novembre de 1984.